# Гвантанамера
Гвантанамера (девојка из Гвантанама) је позната кубанска песма, чије је стихове написао кубански модернистички песник и револуционар Хосе Марти. 

## Историја
Ауторство ове песме је прилично магловито. Извесно је да је мелодија -- гвахира (популарна народна песма) -- постојала још у 19. веку. Тридесетих година 20. века, Хосеито Фернандез, популарни радио-водитељ, популаризовао ју је тако што ју је користио у својим Певајућим вестима -- саопштавао је вести певајући их на ту мелодију. Хулијан Орбон јој је додао стихове Хосеа Мартија, а први који ју је певао био је Лео Браувер 1961. године. Године 1963. бивши ученик Хулијана Орбона, Ектор Ангуло, однео је песму у Њујорк где ју је снимио заједно са Питером Сигером и групом Сендпајперс. Међутим, постоје плоче на којима Хосеито Фернандес већ у педесетих пева гвантанамеру са Мартијевим текстом. Фернандез је пре своје смрти задњи пут певао Гвантанамеру на Лењиновом гробу у Москви 1976. године. Кубански суд је 1985. године дао његовим потомцима сва права на текст.
Верзија Питера Сигера свакако је учинила Гвантанамеру интернационално познатом, а уз то је постала химна тадашњег радничког покрета у САД.

## Песма

### Рефрен
Гвантанамера је демоним од Гвантанамо и значило би жена из Гвантанама. Гвантанамо је била општина у провинцији Оријенте, Куба, која је касније 1976. године претворена у провинцију додавањем 10 општина. Данас се у тој провиницији налази поморска база САД. Гвантанамо је реч таинског порекла, тј. потиче из језика Таина, домородаца са Кубе и значи „река из земље“. Гвахира значи жена са села, сељанка, тако да референ ове песме значе „Сељанка из провинције Гвантанамо“.

### Текст
| шпански текст | српски превод                                                                                          |
| --- | --- |
| -{Yo soy un hombre sincero, de donde crece la palma y antes de morirme quiero echar mis versos del alma}-            | Ја сам искрен човек оданде где расте палма и пре него што умрем желим своје стихове из срца да избацим |
| -{Mi verso es de un verde claro y de un carmín encendido Mi verso es un ciervo herido que busca en el monte amparo}- | Мој стих је светлозелен и жарко црвен Мој стих је рањени јелен који тражи уточиште у горама            |
| -{Cultivo una rosa blanca en julio como en enero para el amigo sincero Que me da su mano franca}-                    | Гајим белу ружу како у јулу, тако и у јануару за искреног пријатеља који ми пружа отворену руку        |
| -{Con los pobres de la tierra quiero yo mi suerte echar El arroyo de la sierra me complace más que el mar}-          | Са сиромашнима овог света своју судбу да окушам желим Потоку у горама више него мору се радујем        |